# Staghiglione

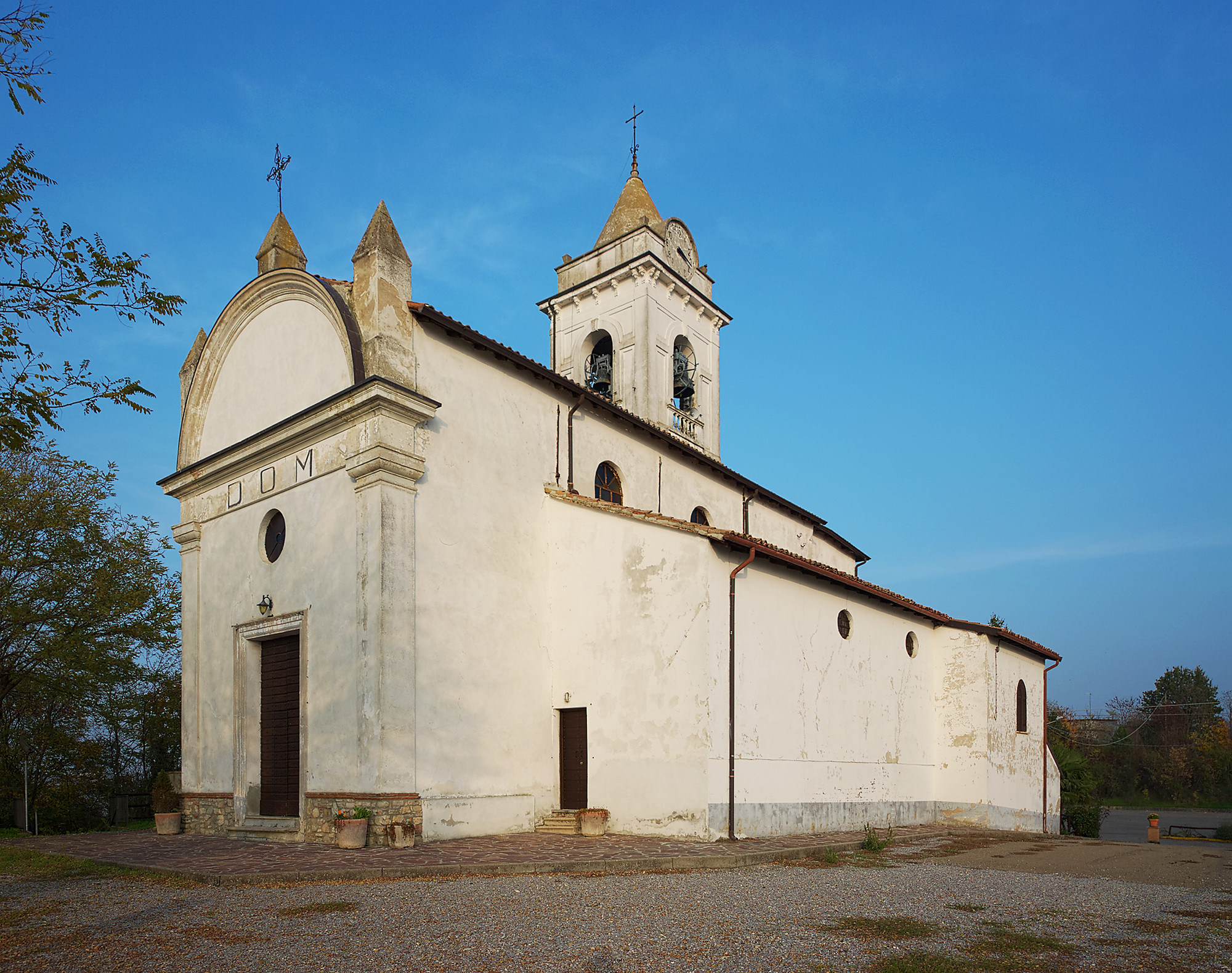
La chiesetta di Staghiglione

Staghiglione è una frazione del comune di Borgo Priolo, nell'Oltrepò Pavese.

## Geografia
Il piccolo borgo, composto da una manciata di case, è posto in altura ad est dal centro abitato di Borgo Priolo, guarda da un lato la valle del Coppa e dall'altro la valle del torrente Ghiaie.

## Storia
Staghiglione (CC I933) appare citato fin dal 950 come appartenente alla contea di Tortona. Era dominato dal castello di Montefratello, località un tempo più importante, e con questo entrò a far parte del marchesato di Fortunago, creato dai Botta ma acquistato nel 1546 dai Malaspina. 
Unito con il Bobbiese al Regno di Sardegna nel 1743, in base al Trattato di Worms, entrò poi a far parte della Provincia di Bobbio. La fine del marchesato ebbe luogo con l'abolizione del feudalesimo nel 1797. Nel 1801 il territorio è annesso alla Francia napoleonica fino al 1814. 
Nel 1817 fu ingrandito con l'unione del soppresso comune di Stefanago, luogo antico anch'esso già incluso nel marchesato di Fortunago. Comprendeva le località di Stefanago, Schizzola, Arpesina, Cà de' Bergognoni, Biancanigi, Santa Cristina, San Martino de' Bagozzi (tutte già comprese nel comune di Stefanago), Cà de' Perotti e Montefratello. Nel 1818 passa alla provincia di Voghera e nel 1859 alla provincia di Pavia. Nel 1928 fu annesso a Borgo Priolo.

## Luoghi di interesse
Per un periodo di tempo, dopo l'annessione di Stefanago, ebbe due castelli; il castello di Stefanago e lo scomparso castello di Montefratello.